# Oxydrepanus
Oxydrepanus is een geslacht van kevers uit de familie van de loopkevers (Carabidae). De wetenschappelijke naam van het geslacht is voor het eerst geldig gepubliceerd in 1866 door Putzeys.

## Soorten
Het geslacht Oxydrepanus omvat de volgende soorten:
- Oxydrepanus amrishi Makhan, 2010
- Oxydrepanus brasiliensis Putzeys, 1866
- Oxydrepanus coamensis (Mutchler, 1934)
- Oxydrepanus luridus Putzeys, 1866
- Oxydrepanus mexicanus Putzeys, 1866
- Oxydrepanus micans Putzeys, 1866
- Oxydrepanus minae Makhan & Ezzatpanah, 2011
- Oxydrepanus minimus Putzeys, 1866
- Oxydrepanus minor (Kult, 1950)
- Oxydrepanus ovalis Putzeys, 1866
- Oxydrepanus ovoideus (Kult, 1950)
- Oxydrepanus reicheoides Darlington, 1939
- Oxydrepanus rishwani Makhan, 2010
- Oxydrepanus rufus (Putzeys, 1846)